# Javier Gómez-Navarro Navarrete
Javier Gómez-Navarro Navarrete   (Madrid, 13 de setembre de 1945 - Madrid, 29 d'agost de 2024) va ser un polític espanyol que va exercir de Ministre de Comerç i Turisme durant l'últim govern de Felipe González.

## Biografia
Va néixer el 13 de setembre de 1945 a la ciutat de Madrid. Després d'estudiar en una escola de jesuïtes va estudiar enginyeria industrial a la Universitat de Madrid, especialitzant-se en química i ciències econòmiques.
El 1983 va esdevenir president i director de la companyia de viatges "Viajes Marsans".

## Activitat política
Membre del Partit Socialista Obrer Espanyol l'any 1983 fou designat conseller executiu d'Enrique Barón Crespo, en aquells moments Ministre de Transport, Turisme i Comunicacions. El 1987 fou nomenat Secretari d'Estat d'Esports i President del Consell Superior d'Esports, càrrec des del qual realitzà una gran tasca en favor de l'organització per part de la ciutat de Barcelona dels Jocs Olímpics de 1992 i pel qual fou nomenat vicepresident segon del Comitè Organitzador Olímpic Barcelona'92 (COOB '92).
Després de les eleccions generals de 1993 fou nomenat per part de Felipe González el nou Ministre de Comerç i Turisme, nova cartera que assumia les competències de comerç i turisme provinents, respectivament, dels ministeris d'Economia i Hisenda i del Ministeri de Transports, Turisme i Comunicacions.

## Polèmica
El 9 d'octubre de 2008, en el transcurs d'un desdejuni informatiu del Forum Nova Economia, Gómez-Navarro va criticar que l'esperit emprenedor siga escàs a Espanya i va posar com a exemple que les mares, normalment, vulguen que els seus fills siguen advocats de l'Estat. En canvi, va puntualitzar que, en el cas de les mares amb fills homosexuals, aquestes prefereixen que ells siguen diplomàtics, "perquè estiguen lluny".